# Arath de la Torre
Arath De La Torre Balmaceda (ur. 20 marca 1974 w Cancún) - meksykański aktor. 
W wieku 17 lat wyjechał do Meksyku, by studiować aktorstwo w Centro de Educación Artística (CEA). Jego młodszy brat Ulises także jest aktorem. Ze związku z Susy Lu ma córkę Galę.

## Wybrana Filmografia
- Caminos cruzados (1995) jako Rubén
- Tú y yo (1996) jako Javier
- Soñadoras (1998-99) jako Adalberto „Beto” Roque
- Przyjaciółki i rywalki (2001) jako Roberto de la O
- Inspiración (2001) jako Gabriel
- La tregua (2003) jako Esteban Santomé
- La fea más bella (2006) jako Jaimito Conde
- Veritas, Prince of truth (2007) jako Danny
- Zacatillo, un lugar en tu corazón (2010) jako Carretino Carretas / Gino Capuccino
- Antes Muerta Que Lichita (2015) jako Roberto Duarte
- Porque el amor manda (2013) jako Francisco „Pancho” López
- Antes muerta que Lichita (2015–2016) jako Roberto Duarte
- Mi marido tiene familia (2018-2019) jako Francisco „Pancho” López